# مادراس
مادراس (به اسپانیایی: Volcán Maderas) آتشفشانی چینه‌ای به ارتفاع ۱۳۹۴ متر واقع در نیکاراگوئه در آمریکای مرکزی است. این آتشفشان همراه با آتشفشان کونسپسیون در جزیرهٔ اومتپه در دریاچه نیکاراگوئه قرار دارد.

## مشخصات
مادراس آتشفشانی بازالتی-داسیتی و تقریباً مخروطی‌شکلی است که منتهی‌الیه جنوب شرقی جزیرهٔ دمبل‌مانند اومتپه واقع در دریاچه نیکاراگوئه را تشکیل می‌دهد. این آتشفشان که جنوبی‌ترین آتشفشان نیکاراگوئه محسوب می‌شود آتشفشانی خفته است و از نظر خصوصیات شباهت بسیاری به آتشفشان مومباچو دارد.
دامنه‌های مادراس پوشیده از جنگل است و در عمق ۸۰۰ متری از دهانهٔ چکادی آن، دریاچه‌ای کوچک موسوم به لاگونا دِ مادراس تشکیل شده است. دامنه‌های این آتشفشان در مقایسه با کونسپسیون، دیگر آتشفشان واقع در جزیرهٔ اومتپه، از شیب کمتری برخوردار است با وجود این برای رسیدن به قلهٔ آن باید زمانی در حدود ۸ ساعت را صرف نمود. مادراس در عین حال کوچکتر از آتشفشان کونسپسیون است و در پایین‌دست آن مزرعه‌های قهوه قرار دارند.

## فعالیت‌های آتشفشانی
آخرین دورهٔ رشد آتشفشان مادراس در بیش از ۳۰۰۰ سال پیش روی داده است با وجود این اطلاع موثقی از آخرین فوران آن در دست نیست. در سال ۱۹۹۶ سرازیرشدن گل‌روانه‌ای از آتشفشان باعث کشته‌شدن ۶ نفر در دهکده‌ای واقع در دامنهٔ شرقی آن شد اما علی‌رغم این اتفاق، فعالیت‌های آتشفشانی مرتبط با وقوع این لاهار مورد تأیید قرار نگرفت. 